# لای ریچموند رز
لای ریچموند رز (انگلیسی: Leigh Richmond Roose; ۲۷ نوامبر ۱۸۷۷ – ۷ اکتبر ۱۹۱۶) بازیکن فوتبال اهل پادشاهی متحد بریتانیای کبیر و ایرلند بود.
از باشگاه‌هایی که در آن بازی کرده‌است می‌توان به باشگاه فوتبال آرسنال، باشگاه فوتبال پورت ویل، باشگاه فوتبال ساندرلند، باشگاه فوتبال هادرزفیلد تاون، باشگاه فوتبال سلتیک، باشگاه فوتبال استون ویلا، باشگاه فوتبال اورتون و باشگاه فوتبال استوک سیتی اشاره کرد.
وی همچنین در تیم ملی فوتبال ولز بازی کرده‌است.